# Mochlus mafianus
Mochlus mafianus (вертлявий сцинк мафійський) — вид сцинкоподібних ящірок родини сцинкових (Scincidae). Ендемік Танзанії.

## Поширення і екологія
Мафійські вертляві сцинки відомі за 5 екземплярами, зібранами на острові Мафія в Занзібарському архіпелазі та за 4 екземплярами, зібраними на островах Кісуджу. Вони живуть в прибережних тропічних лісах і в саванах. Ведуть риючий, денний спосіб життя. Живляться безхребетними. Відкладають яйця.